# Adzsdábija
Adzsdábija (arabul: أجدابيا (Ağdābiyā), olaszul Agedabia) település Líbiában, az ország 8. legnagyobb városa.

## Fekvése
Líbia északi részén, a Szidra-öböl keleti partvidékén található, Tripolitól 850, Bengázitól 150 km-re. A város egy fontos úti csomópont, egyaránt érinti a Tripoli, Bengázi a déli Dzsalu oázis és a Tobruk fele vezető útvonal.

## Története

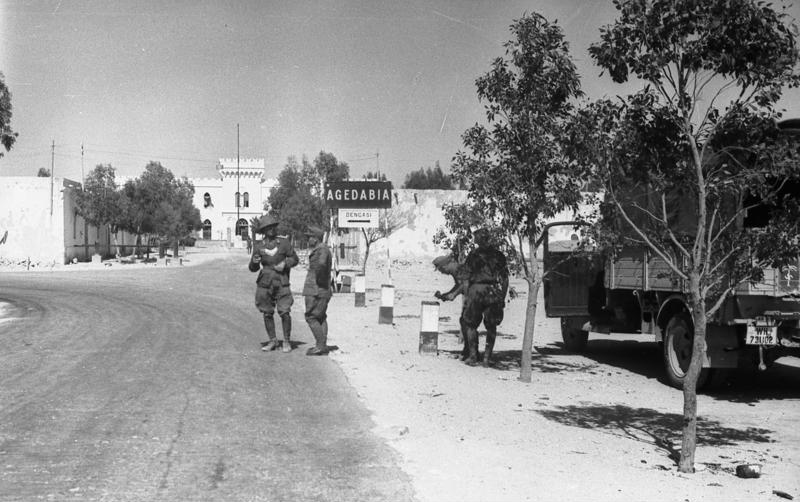
Német katonák a város határában (1941)

A várost az Észak-Afrika feletti római uralom idején alapították Corniclanum néven, az eredetileg 4-5. század fordulóján keletkezett Tabula Peutingeriana is feltünteti. Stratégiai fontosságú fekvése miatt már ekkor fontos szerepet töltött be Africa provincián belül. A Nyugatrómai Birodalom bukása után Bizánc része lett, majd a 7. században arab uralom alá került. A város kiépítése a Fátimidák nevéhez fűződik, akik 912-ben nagy arányú építkezésbe kezdtek a területén, egy új mecsetet és egy palotát építve fel. 1052-ben nomád beduin törzsek vették ostrom alá és foglalták el, ez egyúttal a város jelentőségének a hanyatlását is okozta. A 12. században al-Idrisi arab földrajztudós a következőket írta a településről:
Valaha (Adzsdábija) fallal volt körülvéve, de mostanra csak két erőd maradt a sivatagban dacolva. Adzsdábija négy mérföld távolságra van a tengertől. Nincs növényzet sem a városban, sem a környékén. Lakóinak többsége zsidó és muszlim kereskedő. A város környékén nagyszámú berber törzsek garázdálkodnak. Sem Adzsdábijában, sem Barqaban nincs folyó víz, a lakosság ciszternákból nyeri a megélhetéshez szükséges vizet...
A város később az Oszmán Birodalomhoz került, akik Kireneika tartomány részévé sorolták be. A 20. század elején a Szenusszi-mozgalom központjává vált, majd az autonóm Szenusszi-tartomány részévé vált, mely Líbia többi részének Olaszország általi megszállásakor jött létre, egy - az olaszokkal kötött - megegyezés eredményeként. 1923-ban azonban az olaszok megszegték a szerződést és megszállták a területet, majd Adzsdábiját fontos katonai támaszponttá alakították át. A második világháború idején a város stratégiai fekvése miatt heves harcok színtere volt. 1941 elején a szövetséges haderő az Iránytű-hadművelet részeként visszavonulásra kényszerítette a német-olasz csapatokat és megszállta a várost, 1942. április 2-án azonban az Erwin Rommel vezette Afrikakorpsnak ismét sikerült bevennie. A város véglegesen 1942 november 23-án került a John Harding vezette szövetséges csapatok kezére.
A háború után a város gyors fejlődésbe kezdett, a líbiai olajkitermelés egyik fontos központjává válva. Ez hatott a város demográfiai összetételére is, a város lakossága az 1980-as évek elejére 32 000 főre nőtt. A lakosság legnagyobb része az olajiparban, kisebb részük különféle szolgáltatásokban dolgozott. 2010-re a lakosság száma elérte a 76 968 főt.
Adzsdábija ismét nagy politikai jelentőségre tett szert a 2011-es líbiai polgárháború idején. A városban a Moammer Kadhafi rendszere elleni tiltakozások február 16-án kezdődtek, az első napokban legkevesebb 10 rendszerellenes tüntető vesztette életét. Miután az ellenzék átvette a hatalmat Bengáziban és a kelet-líbiai területek felett, a kadhafista haderő ideiglenesen Adzsdábijából is kivonult. A kezdeti sikerek után azonban Kadhafi hadereje elfoglalta a várostól 87 km-re nyugatra fekvő Bregát, majd offenzívát indítottak Adzsdábija ellen, március 17-re elfoglalva a stratégiai fekvésű várost, majd két nap múlva már az ellenzék központjának számító Bengázit ostromolták. Március 19-én azonban nemzetközi hadművelet indult a felkelők megsegítésére, akiknek így sikerült visszafoglalni az elvesztett területeket, majd március 25-én Addzsdábija is a kezükre került. A sikeres kadhafista Szidra-öböli offenzívát követően azonban Kadhafi hadereje visszafoglalta a keleti területeket Bregáig, majd megállapodott Brega és Adzsdábija között. Áttörést végül csak júliusba sikerült elérni, amikor az Átmeneti Nemzeti Tanács kezére került Brega és megkezdődött a felkelők előrenyomulása Tripoli fele, majd augusztus végére a Nefúsza-hegység felkelőivel együtt részt vettek Tripoli körülzárolásában, majd elfoglalásában, a későbbiekben pedig részt vettek a maradék ellenállás felszámolásában is.
2011 áprilisában a város vezetősége úgy döntött, hogy Adzsdábija főútját átnevezik Tim Hetherington Sugárútra, az áprilisban Miszrátában megölt brit újságíró emléke előtt tisztelegve.

## Külső hivatkozások
- Adzsdábija műholdfelvételen
- Azema, James. Libya handbook: the travel guide, pp. 136-137. Footprint Travel Guides, 2000.
- Petersen, Andrew. "Ajdabiya (Roman Corniclanum)". Dictionary of Islamic Architecture, pp. 8-9. Routledge, 1999.